# IC 154
IC 154 ist eine Spiralgalaxie in Kantenstellung vom Hubble-Typ Sb im Sternbild Fische auf der Ekliptik. Sie ist schätzungsweise 251 Millionen Lichtjahre von der Milchstraße entfernt und hat einen Durchmesser von etwa 110.000 Lichtjahren. Vom Sonnensystem aus entfernt sich die Galaxie mit einer errechneten Radialgeschwindigkeit von näherungsweise 5.500 Kilometern pro Sekunde.
Das Objekt wurde am 15. Dezember 1892 vom französischen Astronomen Stéphane Javelle entdeckt.

## Galaktisches Umfeld
| Nr. | Galaxie          | Alternativname          | Rek           | Dek           | Distanz/asec |
| --- | ---------------- | ----------------------- | ------------- | ------------- | ------------ |
| →   | IC 154           | LEDA/PGC 6439           | 01h45m16.271s | +10d38m57.08s | 0            |
| 1   | IC 156           | LEDA/PGC 6448           | 01h45m29.213s | +10d33m09.85s | 396.83       |
| 2   | LEDA/PGC 1380642 | 2MASX J01451588+1031051 | 01h45m15.87s  | +10d31m04.8s  | 472.81       |
| 3   | LEDA/PGC 1381430 | 2MASX J01455674+1034255 | 01h45m56.72s  | +10d34m25.6s  | 655.20       |
| 4   | LEDA/PGC 1385073 | 2MASX J01450380+1049410 | 01h45m03.81s  | +10d49m40.8s  | 668.95       |
| 5   | LEDA/PGC 6426    | 2MASX J01450273+1026360 | 01h45m02.74s  | +10d26m36.3s  | 768.04       |
| 6   | LEDA/PGC 1383799 | 2MASX J01442618+1044237 | 01h44m26.19s  | +10d44m24.0s  | 806.80       |
| 7   | NGC 665          | LEDA/PGC 6415           | 01h44m56.10s  | +10d25m22.9s  | 867.78       |